# Rafael Fortún
Rafael Emilio Fortún Chacón (né le 5 août 1919 à Camagüey et mort le 22 juin 1982 dans la même ville), est un athlète cubain, spécialiste du 100 mètres et du 200 mètres. Il remporte trois médailles, dont deux titres, lors des Jeux panaméricains de 1951. Également, il décroche un total de 5 médailles lors de différentes éditions des Jeux d'Amérique centrale et des Caraïbes. Il représente Cuba lors des Jeux olympiques de 1948, et lors de l'olympiade suivante, en 1952. 

## Biographie

### Jeunesse
Rafael Fortún naît le 5 août 1919. Adolescent, il débute le sport en pratiquant le baseball, sport dans lequel il fait preuve d'une certaine habilité. En 1938, il participe à sa première compétition d'athlétisme à l'occasion d'un festival organisé par la Confrérie des Jeunes Cubains. Il poursuit ensuite la pratique de l'athlétisme au sein du Club Ferroviario de Camagüey. Rafael Fortún s'essaie d'abord au saut en hauteur, puis son entraîneur, Gustavo Tomeu, le dirige vers le sprint. Rapidement, il court le 100 mètres en 10 s 5 lors d'un meeting d'athlétisme à Santiago de Cuba. Ses premiers entraînements se font pieds nus, jusqu'à ce qu'un prêtre lui offre ses premières chaussures de course. Rapidement compétitif, il obtient un emploi à temps partiel au sein du ministère des Travaux publics de Cuba ce qui lui permet de consacrer beaucoup de temps à la pratique de l'athlétisme. 

### Carrière sportive
En 1946, il est sélectionné pour sa première compétition internationale d'athlétisme, les Jeux d'Amérique centrale et des Caraïbes, se déroulant à Baranquilla en Colombie. Engagé sur le 100 m, le 200 m et le 4 × 100 m, il remporte deux médailles d'or et une médaille d'argent. Il décroche ainsi le titre sur le 100 m et le 200 m dans les temps respectifs de 10 s 4 et 21 s 6. Avec le collectif cubain, il termine second du 4 × 100 mètres en 43 s 1. 
En 1948, il est sélectionné pour rejoindre la délégation olympique représentant Cuba lors des Jeux olympiques de Londres. Il est alors seulement le 3e athlète cubain à se qualifier aux épreuves d'athlétisme des Jeux olympiques. Engagé sur le 100 m et le 200 m, il est éliminé en demi-finale sur chacune des épreuves. Deux ans plus tard, de retour aux Jeux d'Amérique centrale et des Caraïbes, il parvient à défendre son titre sur le 100 m en remportant l'épreuve en 10 s 3. Sur le 200 m, il ne parvient pas à réitérer sa performance puisqu'il termine 2e de l'épreuve en 21 s 2, battu par le jamaïcain Herb McKenley. Cependant, avec le collectif cubain, il conquiert le titre du relais 4 × 100 mètres. 
L'année suivante, en 1951, Rafael Fortún participe à l'édition inaugurale des Jeux panaméricains, se déroulant à Buenos Aires. À l'âge de 31 ans, il devient le premier champion panaméricain sur 100 m et sur 200 m, dans les temps respectifs de 10 s 6 et 21 s 3. Ces podiums sont complétés à chaque fois par l'américain Art Bragg et Herb McKenley. Rafael Fortún rapporte aussi une médaille d'argent du relais 4 × 100 m. En 1952, il participe à sa seconde olympiade sur 100 m, 200 m et 4 × 100 m, sans parvenir pour autant à dépasser le stade des demi-finales. 
Aux Jeux d'Amérique centrale et des Caraïbes de 1954 se déroulant à Mexico, il remporte pour la troisième fois consécutive la médaille d'or au 100 m avec un temps de 10 s 5. Au relais 4 x 100 m, il obtient la médaille d'argent. Aux Jeux panaméricains de 1955, également organisés à Mexico, il atteint sa dernière finale internationale. À l'âge de 35 ans, il atteint la finale du 100 m, et termine 5e de l'épreuve dans le temps de 10 s 6. Il termine également à la 7e place du relais 4 × 100 m. Bien qu'engagé sur le 200 m, il ne prend pas le départ de l'épreuve. Rafael Fortún met ensuite un terme à sa carrière. 

### Fin de carrière et décès
Après sa carrière sportive, Rafael Fortún devient professeur d'éducation physique. Il ne s'éloigne pas pour autant des stades puisqu'il officie régulièrement en tant que juge et entraîneur. Il participe normalement à la formation d'Alberto Juantorena, double champion olympique en 1976. Il fait ensuite parti du comité organisateur de la 14e édition de Jeux d'Amérique centrale et des Caraïbes, qui se déroulèrent à La Havane en août 1982. Il fut également choisi pour allumer la vasque d'ouverture de ces Jeux. Il ne put cependant pas voir cet évènement, puisqu'il meurt le 22 juin 1982 à Camagüey d'un cancer. 
En reconnaissance posthume de sa carrière, il fut nommé parmi les 100 meilleurs athlètes cubains du XXe siècle. En hommage à sa carrière, une compétition d'athlétisme, le Rafael Fortún Memorial, est organisée en son honneur tous les ans à Camagüey. 

## Palmarès
| Date | Compétition                              | Lieu         | Résultat | Épreuve   | Temps   |
| ---- | ---------------------------------------- | ------------ | -------- | --------- | ------- |
| 1946 | Jeux d'Amérique centrale et des Caraïbes | Barranquilla | 1er      | 100 m     | 10 s 4  |
| 1946 | Jeux d'Amérique centrale et des Caraïbes | Barranquilla | 1er      | 200 m     | 21 s 6  |
| 1946 | Jeux d'Amérique centrale et des Caraïbes | Barranquilla | 2e       | 4 × 100 m | 43 s 1  |
| 1948 | Jeux olympiques                          | Londres      | ½ finale | 100 m     | 10 s 82 |
| 1948 | Jeux olympiques                          | Londres      | ½ finale | 200 m     | N.C     |
| 1950 | Jeux d'Amérique centrale et des Caraïbes | Guatemala    | 1er      | 100 m     | 10 s 3  |
| 1950 | Jeux d'Amérique centrale et des Caraïbes | Guatemala    | 2e       | 200 m     | 21 s 2  |
| 1950 | Jeux d'Amérique centrale et des Caraïbes | Guatemala    | 1er      | 4 × 100 m | 41 s 5  |
| 1951 | Jeux panaméricains                       | Buenos Aires | 1er      | 100 m     | 10 s 6  |
| 1951 | Jeux panaméricains                       | Buenos Aires | 1er      | 200 m     | 21 s 3  |
| 1951 | Jeux panaméricains                       | Buenos Aires | 2e       | 4 × 100 m | 41 s 2  |
| 1952 | Jeux olympiques                          | Helsinki     | ½ finale | 100 m     | 10 s 92 |
| 1952 | Jeux olympiques                          | Helsinki     | ½ finale | 200 m     | 21 s 93 |
| 1952 | Jeux olympiques                          | Helsinki     | ½ finale | 4 × 100 m | 41 s 5  |
| 1954 | Jeux d'Amérique centrale et des Caraïbes | Mexico       | 1er      | 100 m     | 10 s 58 |
| 1954 | Jeux d'Amérique centrale et des Caraïbes | Mexico       | 2e       | 4 × 100 m | 41 s 56 |
| 1955 | Jeux panaméricains                       | Mexico       | 5e       | 100 m     | 10 s 6  |
| 1955 | Jeux panaméricains                       | Mexico       | DNS      | 200 m     | -       |
| 1955 | Jeux panaméricains                       | Mexico       | 7e       | 4 × 100 m | N.C     |

## Records
| Épreuve    | Marque | Lieu         | Date            |
| ---------- | ------ | ------------ | --------------- |
| 100 mètres | 10 s 4 | Barranquilla | 9 décembre 1946 |
| 200 mètres | 21 s 1 | La Havane    | 21 mai 1951     |

## Crédit d'auteurs
- (es) Cet article est partiellement ou en totalité issu de l’article de Wikipédia en espagnol intitulé « Rafael Fortún » (voir la liste des auteurs).